# Оркестр Колонн
Оркестр Колонн (фр. Orchestre Colonne) — французький симфонічний оркестр, заснований в Парижі в 1873 р. скрипалем і диригентом Едуаром Колонном.
Колон зосередив свою увагу на виконанні новітньої музики, як французької (Берліоз, Массне, Сен-Санс, Форе, Равель й ін.), так і закордонної, включаючи Вагнера, Р. Штрауса, Чайковского. Чайковський і Штраус, також як Гріг, Малер й інші видатні композитори, приїжджали в Париж, щоб диригувати своїми творами у виконанні оркестру Колон.

## Керівники
- Едуар Колонн (1873—1910)
- Габріель П'єрне (1910—1932)
- Поль Паре (1932—1956)
- Шарль Мюнш (1956—1958)
- П'єр Дерво (1958—1992)
- Антонелло Аллеманді (1992—1997)
- Лоран Петижирар (с 2005 г.)